# 제2기갑사단 (독일 국방군)

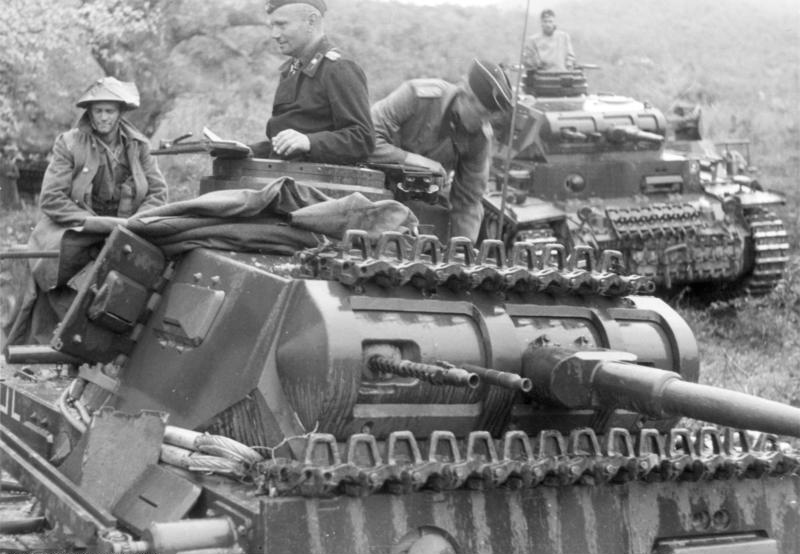

독일 2 기갑사단(2. Panzer-Division)은 1935년에 창설되었으며, 오스트리아 병합 이후에 오스트리아에 주둔했다. 1939년 폴란드 및 프랑스 공격에 투입되었고, 그 후 폴란드에 배치되어 점령군 임무를 수행했다(1940년 ~ 1941년). 1941년, 발칸 전역에 참전한 후 동부 전선으로 이동 배치되었지만, 바르바로사 작전에 참전하지는 못했다. 전차와 중장비 대부분을 수송선으로 수송 중에 공격을 당해, 수송선이 침몰하는 바람에 대부분을 상실했기 때문이다. 이 공격은 영국이 부설한 기뢰나 영국 해군의 잠수함에 의한 것으로 추정되지만 분명하지는 않다. 1941년 모스크바 전투와 1943년 쿠르스크 전투에서 중부집단군 소속으로 싸웠다. 러시아 전선에서 심각한 손실을 입은 후, 사단은 재편성을 위해 프랑스로 보내졌다(1944년). 프랑스에서 노르망디 전투에 투입되었고, 팔레즈 포위망에서 거의 전멸되었다. 그 후 사단은 재건되었고, 벌지 전투(1944년)에도 투입되어 전투를 치렀다. 벌지 전투 후인 1945년에는 라인강 방어에 투입되었다가, 종전 때 미군에 항복했다.

## 부대 역사
2 기갑사단은 아돌프 히틀러가 재무장을 선언한 후인 1935년 10월 15일에 창설되었다. 1938년, 오스트리아 병합 후에 오스트리아에 주둔했고, 많은 구 오스트리아 군인들을 흡수했다. 2 기갑사단도 다른 기갑사단들처럼 1939년 폴란드 침공에 참가했는데, 큰 손실을 입었다. 폴란드 전역 당시 사단의 전차 전력은 다음과 같다.
- 1호 전차(PzKpfw I) - 124대
- 2호 전차(PzKpfw II) - 155대
- 3호 전차(PzKpfw III, 37mm 전차포 장착) - 6대
- 4호 전차(PzKpfw IV) - 17대
- 구난전차 : 20대
- 총계 : 322 대

폴란드 전투 후 12 군 예하 19 군단 소속으로 배치되어 아이펠 지역에서 프랑스군과 대치했고, 5월 프랑스 전투가 시작되자 영국 해협을 향해 진격하여 아베빌을 점령, 됭케르크 포위망에서 연합군 포위망의 일부가 되었다.
서부 전역이 끝난 후 2 기갑사단은 폴란드에서 점령 임무를 수행하며 시간을 보냈는데, 이 기간 동안 2 기갑사단은 다른 기갑사단 창설에 예하 병력을 차출당하기도 하고, 또 새로운 부대를 배치받으며 재편성 과정을 거쳤다. 4월에 루마니아로 이동하여 발칸 전역에 참가, 유고슬라비아 점령과 그리스의 아테네를 6 산악사단과 함께 점령했다.
발칸 작전이 끝난 후, 2 기갑사단의 기갑부대가 알바니아를 거쳐 유고슬라비아로 이동했고, 독일 동맹국이 된 크로아티아에 진주했다. 사단의 기갑부대는 그리스의 파트라스 항에서 양륙되어 이탈리아 남부의 타렌토로 해상수송되었다. 1941년 5월 21일, 사단의 차량 및 기갑 장비를 수송하던 독일 수송선 마부르크호와 키브펠스호는 영국군이 부설한 기뢰에 피침되어 침몰되었다. 결국 기갑장비의 상당 부분을 잃은 2 기갑사단은 소련 침공이 시작되었을 무렵에는 독일에 있어야 만 했고, 1941년 7월에 폴란드로 이동배치되었다. 1941년 8월, 프랑스 남부로 다시 이동했다가 9월에서야 러시아로 이동하기 시작하여 10월에 전선에 배치되었다.
동부 전선에서 2 기갑사단은 중부집단군 예하였으며, 1941년 가을에 Roslawl, Wjasma, Gshatsk과 모스크바 외곽에서 첫 전투를 겪었다. 1941년과 1942년의 겨울에 사단은 모스크바를 눈앞에 두고 소련군의 대규모 겨울 반격 작전에 직면했다. 2 기갑사단은 르제프와 1943년 7월의 쿠르스크 전투, 드니에프르강 방어 전투 등을 포함하여 1942년 대규모 방어전을 중부집단군 소속으로 계속 동부 전선에서 격전을 치렀다.
1944년 2월, 2 기갑사단은 동부전선에서 물러나 휴식과 재보충을 하기 위해 프랑스로 이동했다. 프랑스에서 휴식 및 점령군 임무 수행 후 사단은 1944년 6월 노르망디 전역에서 연합군에 맞서 격전을 치렀다. 절망적인 노르망디 전투 후 2 기갑사단은 팔레즈 포위전에서 거의 괴멸되었다. 포위망에서 탈출했지만, 그 후 그 기간 동안 입은 손실은 매우 심각한 수준이었다.
2 기갑사단은 아이펠의 비트리히에서 352 보병사단의 잔여 병력을 흡수하여 부대 정비 및 재편성을 한 후 1944년 12월, 벌지 전투(라인 수비 작전)에 투입되었다. 이 사단은 이 전투에서 애초 작전 계획에 가장 근접하게 가장 멀리 서쪽까지 진격했으나, 덕분에 미군의 반격이 집중되어 다시 큰 피해를 입고 전선에서 물러나야 했다. 다른 기갑사단들과 달리 2 기갑사단의 전차부대들은 4호 전차로 구성되었고, 미군의 M-4 셔먼은 마주치면 도망쳐도 좋다고 공식 인정받은 5호 전차 판터나 6호 전차 티이거와 달리 4호 전차라면 적당한 상대였기 때문이다. 그런데 전차 보유 자료를 보면 판터 약 50대, 4호전차 약 20대, 3호 돌격포 약 28대로 주력은 판터라 볼 수 있으며 제 2기갑사단은 5기갑군의 선봉으로써 티거와 티거2를 장비한 제506 중전차대대까지 배속받은 강적이었다. 확인 바람. 사실상 고립된 채 전선에 돌출한 2 기갑사단으로서는 연합군의 항공 지원에도 시달리며 전투를 치러야 했고, 한계에 다다른 2 기갑사단은 결국 후퇴해야 했다(이때 상대한 미군 기갑부대도 2 기갑사단이었으며, 2 SS기갑사단도 가담했다).
1945년 3월과 4월, 사단의 얼마 안되는 생존자들은 튀링겐 기갑여단에 배치되어 중부 모젤과 풀다 지역에서 싸우다가 5월에 플라우엔과 쾨칭에서 미군에게 항복했다.

## 전쟁 범죄
폴란드 9월 전역 중 2 기갑사단 소속 병사들이 폴란드 민간인들을 향해 잔학행위를 벌인 적이 있었다. 1939년 9월 5일, 토포르크스코-비스트라(Toporzysko-Bystra) 마을 근처에서 낙오된 폴란드 병사들이 2 기갑사단 예하 부대에 항복해왔다. 독일 병사들이 그들에게 달아나라고 했고, 등 뒤에서 "의도적인 탈출"이라는 핑계로 쏴죽였다는 것이다..

## 주요 참전 전투
- 1939년 - 폴란드 9월 전역
- 1940년 - 서부 유럽 전역
- 1941년 - 발칸 전역
- 1941년 ~ 1943년 - 동부 전선
- 1944년 ~ 1945년 - 서부 전선

## 부대 편제
| 1939년 | 1940년 | 1942년 |
| --- | --- | --- |
| - 2 소총 여단 - 2 소총 연대 - 1 소총 대대 - 2 소총 대대 - 2 오토바이 정찰대대 - 2 전차여단 - 3 전차연대 - 1 전차대대 - 2 전차대대 - 4 전차연대 - 1 전차대대 - 2 전차대대 - 74 포병연대 - 1 포병대대 - 110 포병연대 - 1 포병대대 - 5 차량화 수색대대 - 38 대전차대대 - 38 통신대 - 38 공병대대 - 38 사단지원대 | - 2 소총 연대 - 1 소총 대대 - 2 소총 대대 - 304 소총 연대 - 1 소총 대대 - 2 소총 대대 - 2 오토바이 정찰대대 - 3 전차연대 - 1 전차대대 - 2 전차대대 - 74 포병연대 - 1 포병대대 - 2 포병대대 - 3 포병대대 - 5 차량화 수색대대 - 38 대전차대대 - 38 통신대 - 38 공병대대 - 38 사단지원대 | - 2 기갑척탄병연대 - 1 기갑척탄병대대 - 2 기갑척탄병대대 - 304 기갑척탄병연대 - 1 기갑척탄병대대 - 2 기갑척탄병대대 - 3 전차연대 - 1 전차대대 - 2 전차대대 - 74 포병연대 - 1 포병대대 - 2 포병대대 - 3 포병대대 - 2 기갑수색대대 - 273 육군 방공포 대대 - 38 대전차대대 - 38 기갑통신대 - 38 기갑공병대대 - 38 사단지원대 |

- 1939년 11월 - 13 차량화 보병사단 33 차량화 저격연대 1대대가 2 기갑사단 2 저격병연대 3대대로 편입됨.
- 1940년 9월- 13 기갑사단 4 전차연대 배속, 304 저격병연대 편성. 304 저격병연대는 여기저기서 긁어모은 병력으로 편성되었다.
- 2 저격병연대 3저격병대대가 304연대로 소속 변경
- 1942년, 3 전차연대 1 전차대대가 해산하고 다른 부대로 이동하여 2 전차사단은 1개 전차대대만 보유하게 됨. 5 대전차대대가 24 Kradschützen-Abteilung로 변경되고 24 기갑사단으로 배치되고, 사단에는 273 육군방공포대대가 배속.
- 1943년 3월, 3 전차연대 1 전차대대 재창설. 이로써 사단은 2개 전차대대를 가지게 됨.
- 1943년 5월 7일, 3 전차연대 1전차대대가 티이거 전차를 장비한 독립 전차부대인 507 중전차대대가 됨. 같은 해 6월 30일, 507 독립 중전차대대는 티이거 대신 판터로 무장한 3 전차연대 1대대로 환원되었다.
- 1943년 5월, 2 Kradschützen-Abteilung가 2 기갑수색대가 되었고, 사단 저격병연대는 기갑척탄병연대로 이름을 바꾸었다.
- 1944년 프랑스에서 거의 전멸한 사단은 352 보병사단과 함께 재편성되었다.

## 시기별 배치 현황
| 날짜          | 군단          | 군            | 집단군     | 지역                |
| ------------- | ------------- | ------------- | ---------- | ------------------- |
| 9.39          | 18 군단       | 14군          | 남부집단군 | 폴란드              |
| 1.40          | 19 군단       | 12군          | A 집단군   | 아이펠              |
| 5.40          | -             | 12군          | A 집단군   | 룩셈부르크 - 덩커크 |
| 6.40          | 39 군단       | 구데리안 군단 | A 집단군   | Aisne - 벨포트      |
| 7.40 - 8.40   | 40군단        | BdE           | -          | Home                |
| 9.40 - 10.40  | 40군단        | -             | B 집단군   | 폴란드              |
| 11.40 - 12.40 | 40군단        | 12군          | B 집단군   | 폴란드              |
| 1.41          | 40군단        | 17군          | B 집단군   | 폴란드              |
| 2.41          | 예비대        | 17군          | B 집단군   | 폴란드              |
| 3.41          | 예비대        | 12군          | -          | 루마니아            |
| 4.41          | 18군단        | 12군          | -          | 그리스              |
| 5.41          | 40군단        | 12군          | -          | 그리스              |
| 6.41          | 보충 중       | BdE           | -          | 7 군관구            |
| 7.41 - 8.41   | 예비대        | OKH           | 남부집단군 | 폴란드              |
| 9.41          | 예비대        | 7군           | D 집단군   | 남서 프랑스         |
| 10.41         | 40군단        | 4 기갑집단    | 중부집단군 | 비야스마(Vyasma)    |
| 11.41         | 46 군단       | 4 기갑집단    | 중부집단군 | 모스크바            |
| 12.41         | 41 군단       | 3 기갑군      | 중부집단군 | 모스크바 (클린)     |
| 1.42          | 41 군단       | 3 기갑군      | 중부집단군 | 카마노보            |
| 2.42 - 4.42   | 41 군단       | 9군           | 중부집단군 | 르제프              |
| 5.42 - 7.42   | 에제베크 군단 | 9군           | 중부집단군 | 바이로예(Byeloye)   |
| 8.42          | 예비대        | 9군           | 중부집단군 | 르제프              |
| 9.42 - 10.42  | 46 군단       | 9군           | 중부집단군 | 르제프              |
| 11.42 - 12.42 | 46 군단       | 3 기갑군      | 중부집단군 | 르제프              |
| 1.43 - 3.43   | 39 군단       | 9군           | 중부집단군 | 르제프              |
| 4.43          | 예비대        | -             | 중부집단군 | 스몰렌스크          |
| 5.43 - 6.43   | 예비대        | 2 기갑군      | 중부집단군 | 스몰렌스크          |
| 7.43          | 47 군단       | 9군           | 중부집단군 | 오렐                |
| 8.43          | 예비대        | 9군           | 중부집단군 | 오렐                |
| 9.43          | 9 군단        | 4군           | 중부집단군 | 젤냐                |
| 10.43         | 56 군단       | 2 군          | 중부집단군 | 키예프              |
| 11.43         | 예비대        | 2 군          | 중부집단군 | 호멜                |
| 12.43         | 56 군단       | 2 군          | 중부집단군 | 호멜                |
| 1.44 - 3.44   | 예비대        | 15 군         | D 집단군   | 아미엥              |
| 4.44 - 6.44   | 예비대        | -             | B 집단군   | 아미엥              |
| 7.44          | 47 군단       | 서부기갑집단  | B 집단군   | 노르망디            |
| 8.44          | 기록 없음.    |               |            |                     |
| 9.44          | 1 SS군단      | 7군           | B 집단군   | 아이펠, 프륌        |
| 10.44 - 11.44 | 66 군단       | 7군           | B 집단군   | 비트부그            |
| 12.44         | 예비대        | 7군           | B 집단군   | 아르덴느            |
| 1.45          | 58 군단       | 5 기갑군      | B 집단군   | 아르덴느            |
| 2.45 - 3.45   | 13 군단       | 7군           | B 집단군   | 모젤강, 훈스뤼크    |
| 4.45          | 7 군관구      | 7군           | G 집단군   | 라인강, 뢴          |
| 5.45          | 13 군단       | 7군           | 중부집단군 | 플라우엔            |

## 기사십자장 서훈자
| 연도   | 날짜      | 이름                     |
| ------ | --------- | ------------------------ |
| 1940년 | 6월 3일   | 루돌프 바이엘            |
| 1940년 | 6월 16일  | 프리드리히 뤼베          |
| 1940년 | 7월 4일   | 한스 귄터 쉬토텐         |
| 1940년 | 7월 30일  | 구스타프 베르스트        |
| 1940년 | 8월 5일   | 한스 울리히 바크         |
| 1940년 | 8월 5일   | 빌헬름 레너              |
| 1940년 | 8월 5일   | 발터 뢰들리히            |
| 1941년 | 6월 13일  | 카를 데커                |
| 1941년 | 6월 13일  | 카를 미클라이            |
| 1942년 | 3월 6일   | 카를 베츠                |
| 1942년 | 9월 16일  | 빌헬름 바이덴브뤼크      |
| 1942년 | 10월 4일  | 로타르 비쇠프샤우젠      |
| 1943년 | 7월 31일  | 빌헬름 부크              |
| 1943년 | 8월 4일   | 하인리히 타일렌          |
| 1943년 | 8월 8일   | 오토 돔리히              |
| 1943년 | 8월 8일   | 헤르베르트 디트리히 메켈 |
| 1943년 | 8월 8일   | 카를 리이허스            |
| 1943년 | 8월 14일  | 한스 엔더스              |
| 1943년 | 8월 17일  | 볼라트 뤼베              |
| 1943년 | 10월 18일 | 게르하르트 슈미트후버    |
| 1944년 | 2월 7일   | 알브레흐트 복스베르크    |
| 1944년 | 7월 20일  | 하인리히 벤트란트        |
| 1944년 | 9월 30일  | 한스 리흐터              |
| 1944년 | 12월 23일 | 리하르트 몬샤우          |
| 1945년 | 3월 28일  | 요세프 함머슈미트        |
| 1945년 | 5월 9일   | 페터 프린                |
| 1945년 | 5월 9일   | 헬무트 발터              |

## 같이 보기
- 제2차 세계 대전 중 독일군 사단 목록
- 전차, 기갑사단, 독일 기갑사단
- 독일 육군 (제2차대전)